# Polisulfuro de calcio
El polisulfuro de calcio es un compuesto formado por la reacción de hidróxido de calcio con azufre que se suele utilizar en el control de plagas y enfermedades en agricultura. Normalmente se presenta en solución acuosa de color rojizo-amarillento y un olor desagradable característico.
Tiene actividad fungicida que actúa directamente o por descomposición liberando azufre elemental. También actúa como insecticida ablandando la cera de las cochinillas y se le reconocen propiedades acaricidas.

## Historia
El polisulfuro de calcio fue uno de los primeros pesticidas sintéticos que ya se utilizó en Francia hacia 1840 para el control de oidio (Uncinula necator) en la viña. A partir de 1886 se usó en California para el control del piojo de San José. A partir de 1904 se empieza a producir de forma industrial, antes los agricultores lo elaboraban ellos mismos. Hacia la década de 1940 fue sustituyéndose por los fungicidas orgánicos sintéticos.

## Uso
El polisulfuro de cal se aplica en forma de pulverización en las hojas para controlar hongos e insectos en árboles caducifolios y también las bacterias e insectos que viven en la corteza de los árboles. el uso en árboles de hoja perenne debe hacerse después de una prueba ya que puede producir alguna quemadura en las hojas. 
Los aficionados al bonsái lo utilizan para esterilizar la madera muerta y darle aspecto de madera vieja. Se hace pintando la madera con un pincel.
Las soluciones diluidas se usan para el control de hongos de la piel y parásitos en animales de compañía.
Debe manipularse con guantes y gafas de seguridad ya que puede dañar la piel y los ojos. Las soluciones de polisulfuro de cal son extremadamente alcalinas, los preparados comerciales suelen tener un pH de 11,5), por eso es tan corrosivo para los tejidos vivos pudiendo llegar a producir ceguera si entra en contacto con los ojos.
Es fitotóxico para cultivos sensibles al azufre, como:albaricoquero, cucurbitáceas, frambueso, etc. Es incompatible con aceite minerales y con muchos fitosanitarios. No debe aplicarse en tiempo cálido por producir quemaduras. Es un producto corrosivo y se debe aplicar con la maquinaria adecuada que deberá ser lavada escrupulosamente una vez finalizado el tratamiento.
En la Unión Europea está autorizado su uso en agricultura ecológica.